# Ouest-France
Ouest-France – francuski dziennik regionalny, założony w 1944 w Rennes. Jest to największy pod względem nakładu i liczby czytelników dziennik kraju – pozostawia w tyle nie tylko inne dzienniki regionalne, ale także wszystkie dzienniki o zasięgu krajowym. Jego średni dzienny nakład w 2005 wyniósł 781 tys. Według badań czytelnictwa każde jego wydanie czyta 2,2 mln osób. Swoim zasięgiem obejmuje 12 departamentów w regionach Bretanii, Kraju Loary i Dolnej Normandii.
Dziennik wydawany jest przez grupę wydawniczą Groupe Ouest-France.
Jego nazwa w języku francuskim oznacza "zachód Francji".